# Don't Believe in Love
Don't Believe in Love este primul single extras de pe albumul Safe Trip Home, al interpretei de origine engleză, Dido.

## Pozițiile ocupate în clasamente
| Clasamentul (2008)                | Poziția maximă |
| --------------------------------- | -------------- |
| Australian Physical Singles Chart | 42             |
| Austrian Singles Chart            | 29             |
| Belgian Singles Chart Flanders    | 45             |
| Belgian Singles Chart Wallonia    | 14             |
| Hot Canadian Digital Singles      | 66             |
| Dutch Singles Chart               | 83             |
| Greek Digital Singles Chart       | 4              |
| Israeli Singles Chart             | 6              |
| Italian Singles Chart             | 2              |
| Japan Hot 100                     | 20             |
| Slovakia Airplay Chart            | 51             |
| Swiss Singles Chart               | 16             |
| Turkey Top 20 Chart               | 4              |
| UK Singles Chart                  | 54             |